# Лукас Сепеда
Лукас Сепеда (ісп. Lucas Cepeda; нар. 31 жовтня 2002, Вінья-дель-Мар) — чилійський футболіст, нападник клубу «Коло-Коло» та національної збірної Чилі. Виступав також за клуб «Сантьяго Вондерерз».

## Клубна кар'єра
Лукас Сепеда народився 2002 року в місті Вінья-дель-Мар, та є вихованцем футбольної школи клубу «Сантьяго Вондерерз». Професійну футбольну кар'єру розпочав 2021 року в основній команді того ж клубу, в якій грав до 2023 року. 
З 2024 року Сепеда грає в складі клубу «Коло-Коло». Станом на 8 листопада 2024 року відіграв за команду із Сантьяго 20 матчів в національному чемпіонаті.

## Виступи за збірні
У 2024 році Лукас Сепеда дебютував у складі молодіжної збірної Чилі. На молодіжному рівні зіграв у 3 офіційних матчах. У цьому ж році Сепеда також дебютував у складі національної збірної Чилі. Станом на листопад 2024 року зіграв у складі національної збірної 3 матчі, в яких відзначився 2 забитими м'ячами.

## Титули і досягнення
- Чемпіон Чилі (1):

«Коло-Коло»: 2024
- Володар Суперкубка Чилі (1):

«Коло-Коло»: 2024